# Color a Dinosaur
Color a Dinosaur – komputerowa gra edukacyjna wydana na konsolę NES w lipcu 1993 roku przez firmę Virgin Games. Grę opublikowano jedynie w Ameryce Północnej.

## Opis
W grze gracz ma możliwość kolorowania różnych wizerunków dinozaurów przy użyciu dołączonej palety. Dinozaury w grze wzorowane są na różnych gatunkach, na przykład na triceratopsie czy tyranozaurze. Dinozaury są przedstawione w sposób typowy dla tradycyjnych kolorowanek, w grze do wyboru jest ich 16 rodzajów. Paleta barw jest dosyć ograniczona: znajduje się w niej kilka podstawowych kolorów, a także kilka dodatkowych wzorów. Dodatkowe kolory i wzory można wywoływać przyciskiem SELECT.
Gra jest przeznaczona dla młodszych graczy – nie posiada ona zaawansowanych funkcji: animacji, minigier, łamigłówek itp. Z powodu zbytniej prostoty, braku funkcji zapisu i słabej oprawy graficznej gra była często krytykowana przez graczy. W 2010 roku Color a Dinosaur znalazła się na 23. miejscu na liście najgorszych gier wszech czasów według portalu UGO.